# 维纳环形山

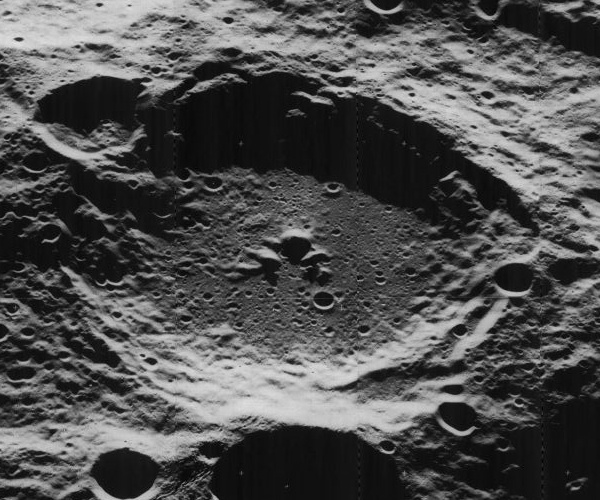
月球轨道器5号拍摄的西向斜视图

维纳环形山（Wiener）是月球背面北半部一座古老的大撞击坑，约形成于39.2-38.5亿年前的酒海纪，其名称取自美国杰出的数学家暨哲学家，控制论和人工智能理论创始人诺伯特·维纳(Norbert Wiener，1894年－1964年)，1970年被国际天文学联合会批准接受。

## 描述
该陨坑西北偏西毗邻布里奇曼环形山、北面靠近波西环形山、巨大的坎贝尔环形山位于它的东北、东侧则是莱伊环形山和冯·诺伊曼环形山，而尼古拉耶夫陨石坑及库尔恰托夫环形山分别坐落在它的东南和西南面。该陨坑中心月面坐标为40°54′N 146°31′E / 40.9°N 146.51°E，直径113.4公里，深度约2.91公里。
维纳环形山西北侧坑壁保存完好，沿内侧壁显示有一些坍塌和阶地状结构痕迹。陨坑北侧边缘向外突出，并与波西环形山相接壤；南侧边缘则较不规则，内壁宽阔崎岖，外壁边沿不清晰。沿东南偏南壁横跨已严重磨损的卫星坑"维纳 K"，西南侧壁上坐落了另一座较小的卫星坑"维纳 Q"、而相对年轻，外观呈多边形状的"维纳 F"则附靠在它的东侧坑壁上。维纳环形山坑壁平均高出周边地形1590米，内部容积约有15100公里3。
除南部以外，维纳环形山坑底大部分都相对平坦，表面散布有众多的小陨坑，中心点附近呈马蹄铁状分布了一群小山脊，这些山脊是由含85-90%斜长石的辉长-苏长-橄长斜长岩(GNTA1)所构成，在它们的的东北侧坐落了一座碗状的小陨坑，靠西南内壁还坐落了数座细小的撞击坑。

## 卫星陨石坑
按惯例，最靠近维纳环形山的卫星坑将在月图上以字母标注在它的中心点旁边。
| 维纳 | 纬度    | 经度     | 直径     |
| ---- | ------- | -------- | -------- |
| F    | 41.2° N | 150.0° E | 47 公里  |
| H    | 39.8° N | 149.9° E | 17 公里  |
| K    | 39.3° N | 147.8° E | 101 公里 |
| Q    | 39.5° N | 145.0° E | 30 公里  |

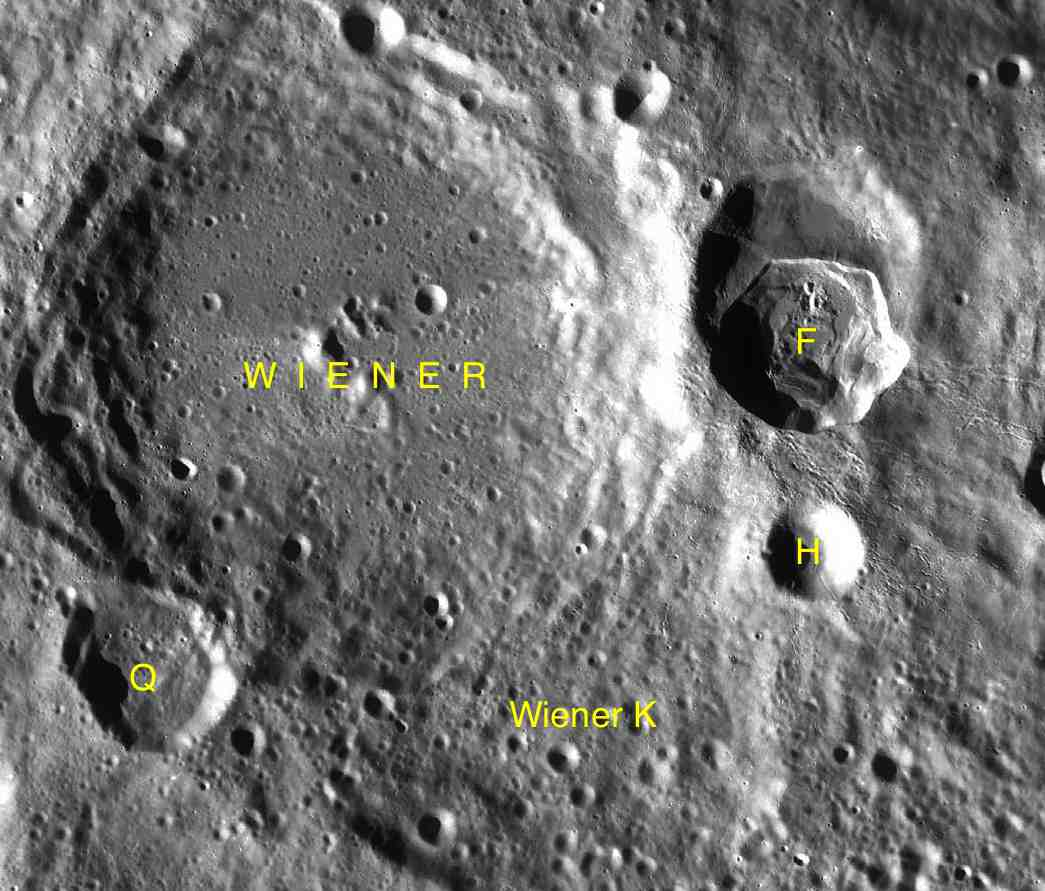
LAC-31 区域图

- 卫星坑"维纳 F"最有趣的是显示了坑底北部一座无名坑内填满了撞击时所熔化的岩石；
- 卫星坑"维纳 F"约形成于哥白尼纪[1]；
- 卫星坑"维纳 K"约形成于前酒海纪[1]；
- 卫星坑"维纳 Q"约形成于早雨海世[1]。

## 图集

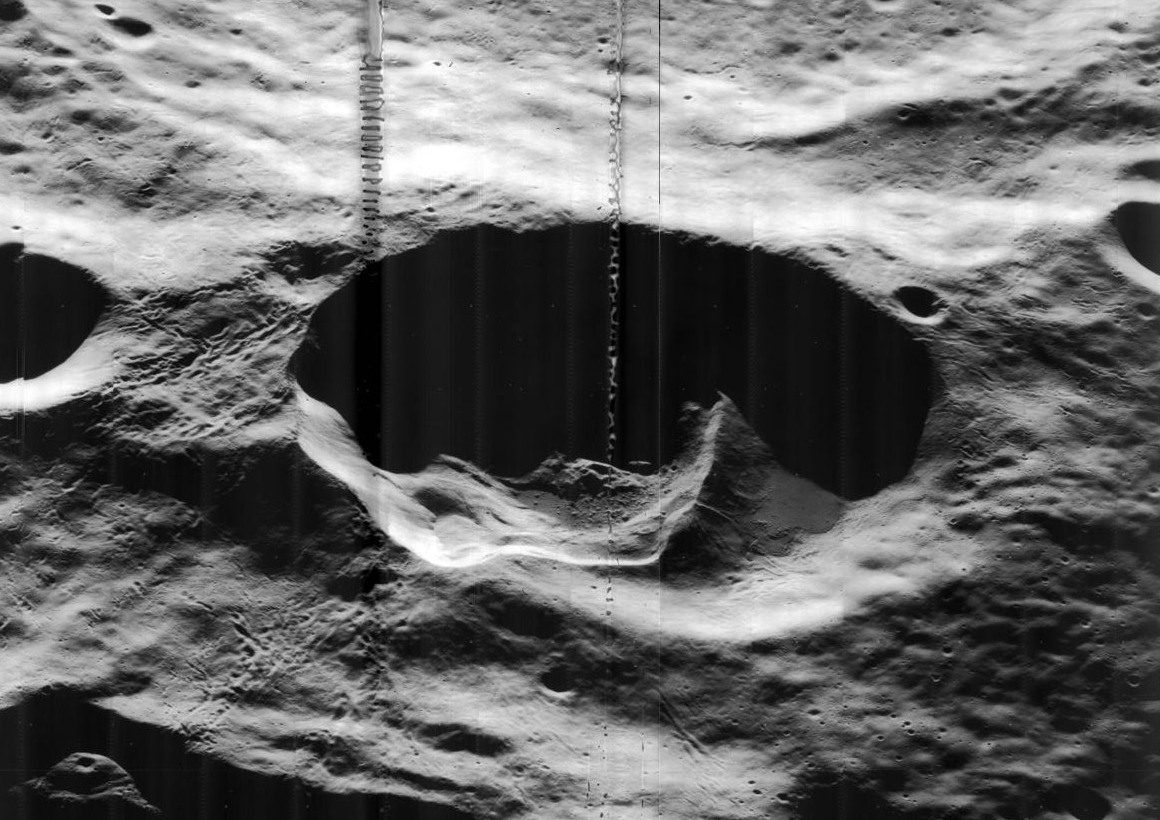
月球轨道器5号拍摄的卫星坑"维纳 F"斜视图
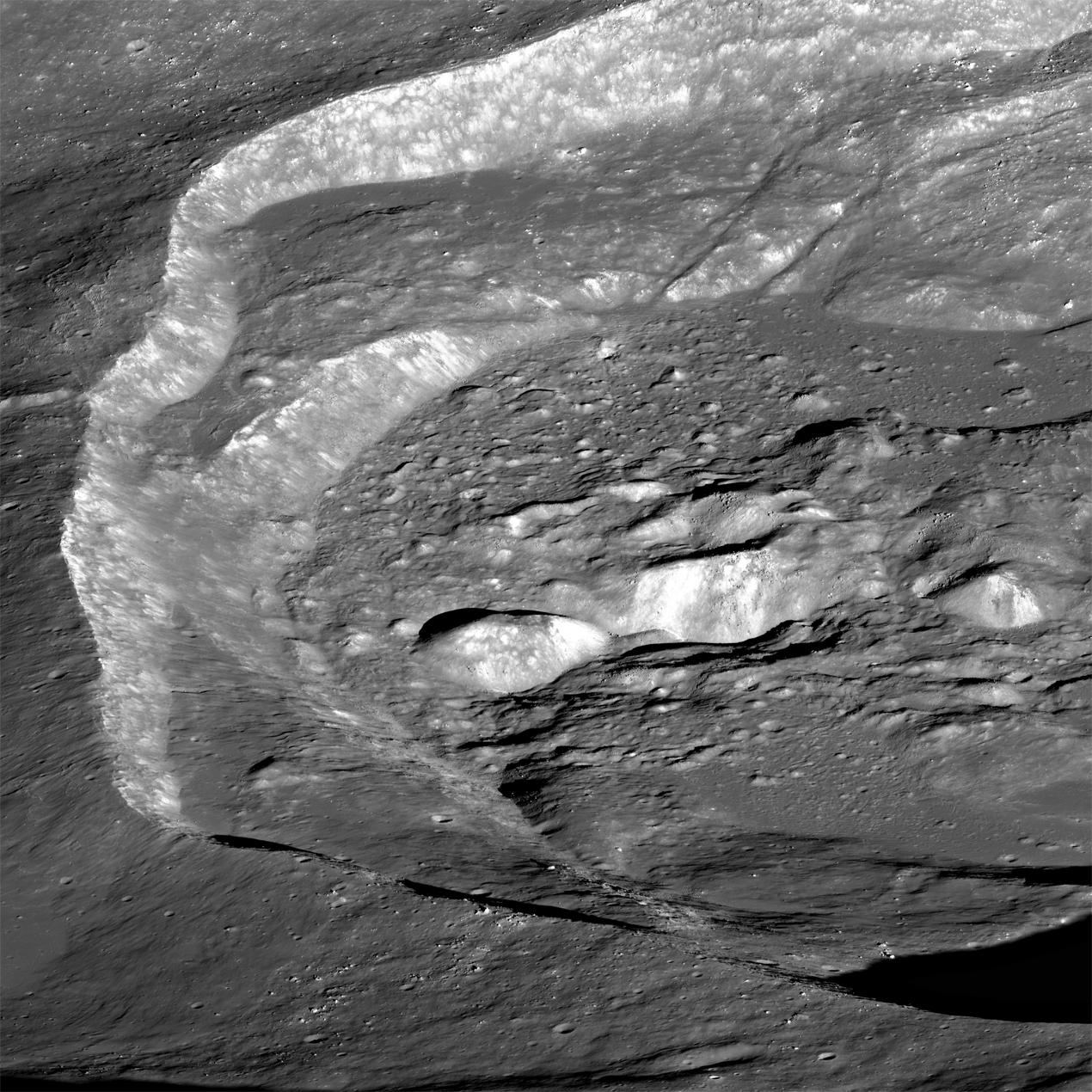
月球勘测轨道飞行器拍摄的卫星坑"维纳 F"坑内斜视图

## 另请参阅
- Norbert Wiener autobiography （页面存档备份，存于） - mentions that the lunar feature was named in his honor.

- Andersson, L. E.; Whitaker, E. A. . NASA RP-1097. 1982.
- Blue, Jennifer. . USGS. July 25, 2007  [2007-08-05]. （原始内容存档于2019-12-13）.
- Bussey, B.; Spudis, P. . New York: Cambridge University Press. 2004. ISBN 978-0-521-81528-4.
- Cocks, Elijah E.; Cocks, Josiah C. . Tudor Publishers. 1995. ISBN 978-0-936389-27-1.
- McDowell, Jonathan. . Jonathan's Space Report. July 15, 2007  [2007-10-24]. （原始内容存档于2019-06-21）.
- Menzel, D. H.; Minnaert, M.; Levin, B.; Dollfus, A.; Bell, B. . Space Science Reviews. 1971, 12 (2): 136–186. Bibcode:1971SSRv...12..136M. doi:10.1007/BF00171763.
- Moore, Patrick. . Sterling Publishing Co. 2001. ISBN 978-0-304-35469-6.
- Price, Fred W. . Cambridge University Press. 1988. ISBN 978-0-521-33500-3.
- Rükl, Antonín. . Kalmbach Books. 1990. ISBN 978-0-913135-17-4.
- Webb, Rev. T. W.  6th revised. Dover. 1962. ISBN 978-0-486-20917-3.
- Whitaker, Ewen A. . Cambridge University Press. 1999. ISBN 978-0-521-62248-6.
- Wlasuk, Peter T. . Springer. 2000. ISBN 978-1-85233-193-1.